# Domein van de grotten van Han
Het Domein van de Grotten van Han is een toeristisch natuurcomplex gelegen te Han-sur-Lesse in België. Het domein bestaat uit vier toeristische attracties.

## De Grotten van Han
De Grotten van Han, sinds 1895 opengesteld voor publiek, zijn de enige attractie in België met drie Michelinsterren in de Groene gids van Michelin. 
De bezoekers worden naar de ingang van de grot gebracht met een honderd jaar oude tram die een traject van ongeveer 4 kilometer aflegt. Meertalige gidsen nemen bezoekers mee door de grotten over een traject van 2 kilometer. Het parcours bevat 508 dalende en stijgende treden. Een klank- en lichtspel vindt plaats in de Wapenzaal en de uitgang bevindt zich boven de Lesse.

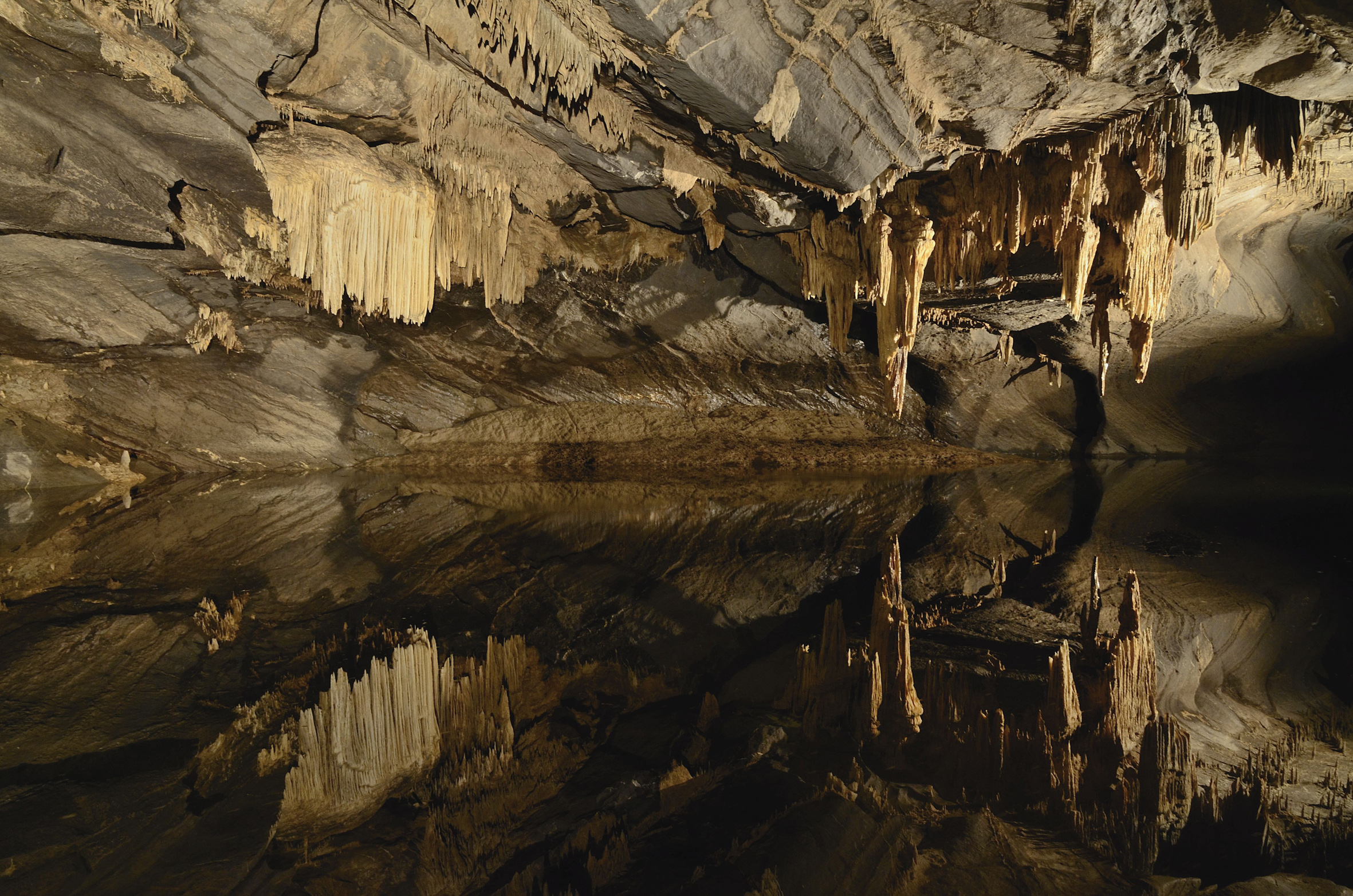
De Draperieënzaal in de Grotten van Han

De zalen in de grot heten in volgorde van bezoek:
- De ingang van de grotten: Het Salpeterhol
- De Scarabeeënzaal
- De Vigneronzaal
- De Galerij van de Verviétois
- De Minaretzaal
- De Mysterieuzen
- De Styx
- De Trofee
- De Wapenzaal
- De Koepelzaal
- De Draperieënzaal
- De uitgang van de grot: Het Hol van Han

## Het wildpark
In 1961 werden er maatregelen genomen om de site van de beboste heuvel van Boine, de rotsen van Faule en Griffaloux, de golf van Belvaux en de Chavée en de droge vallei van de Lesse te beschermen. Er werden zo twee gedeeltes gecreëerd: het massief van Boine aan de ene kant en de "Chavée" of oude bedding van de Lesse met de bossen die het omringen aan de andere kant. 
Sinds 13 juli 1970 is dit gebied van zo'n 250 hectare op de heuvel boven de Grotten van Han en de oude vallei van de Lesse al ingericht als wildpark. Dit inheemse wildpark is gesitueerd op het Massief van Boine dat de Grotten van Han huisvest. Het Domein van de Grotten van Han is sinds meer dan honderd jaar eigenaar van deze plaatsen.
In het verleden is beslist om inheemse dieren uit te zetten, met name die dieren die toebehoren aan de gematigde regio's van West-Europa. Deze diersoorten zijn gewend geraakt aan het milieu en kunnen zich voortplanten als in hun natuurlijke omgeving.
Binnen het wildpark kunnen met een safaricar naast de aanwezige flora zo'n twintig verschillende diersoorten bekeken worden. Veeroosters, onbegaanbaar voor dieren zorgen ervoor dat de safaricars vrij tussen deze gebieden kunnen circuleren. In de safaricar wordt tevens uitleg gegeven over de verschillende diersoorten waar deze langs rijdt. De safaricar vertrekt in het dorp, tegenover de halte van de tram naar de grot. 
Dieren, die men onder andere aantreft zijn: 
| - Everzwijn - Wolf - Przewalskipaard - Wilde kat - Steenbok - Ree - Euraziatische lynx - Tarpan - Damhert - Vos - Alpengems - Sikahert | - Oeros - Poitouezel - Edelhert - Moeflon - Wisent - Bruine beer - Schotse hooglandrund - Rendier - Veelvraat - Wasbeerhond - Alpenmarmot - Sneeuwuil |

Sommige van deze dieren maken deel uit van Europese programma's voor bedreigde diersoorten. Sinds 2012 laat een wandelpad toe een deel van het hoge gedeelte van het wildpark te voet te bezichtigen en kan men in de pelsjagershut logeren die slechts enkele meters van de bruine beren staat. Het pad volgt de oude panoramische tramroute die liep langs de rotsen van Faule. Omstreeks juli 2014 opende een tweede wandelpad dat het toeristen mogelijk maakt om op de vlaktes van dichtbij de dieren en de natuur te observeren.

## PréhistoHan
PréhistoHan werd ingehuldigd in 2012 en is een tentoonstelling van ongeveer 45 minuten waarin men de tijdperken doorloopt vanaf de Mammoettijd tot het Neolithicum.
Het eerste deel van de tentoonstelling bevat dieren en prehistorische objecten alsook interactieve kiosken. Verschillende archeologische objecten gevonden in de grotten zijn hier aanwezig.
Een 4D-cinéma vertoont een film met als onderwerp de archeologische opgravingen. Het PréhistoHan is ontstaan uit de samenwerking tussen het domein en professor Yves Quinif. In 2011 realiseerde deze geoloog Van Mammoet tot Landbouw, een tentoonstelling gesitueerd aan de Universiteit van Bergen.
Een deel daarvan, aangevuld met objecten uit De Ondergrondse Wereld/De Wereld Ondergrond, vormt PréhistoHan.
Open op dezelfde plaats van 2006 tot 2011 was De Speleogame, een interactieve cinéma in 4D met 110 plaatsen, joysticks en special effects. De Speleotest die de cinéma voorging, liet de deelnemer toe zijn geschiktheid voor het ondergrondse verkennen te testen.

## Han van weleer
Het huis van het plattelandsleven en vergeten beroepen of Han van weleer werd in 2012 heropend en toont in vijftig scènes het dagelijkse leven rond de jaren 1900. Gedurende een bezoek van een half uur ziet de bezoeker in Han van weleer negentig verklede mannequins en zo'n vijfduizend voorwerpen en werktuigen.

## De Grot van Lorette
De Grot van Lorette heeft zijn naam gekregen door de nabijheid van de Kapel van Lorette. 
In tegenstelling tot vele andere grotten in België heeft deze grot een zeer verticale opbouw. 
Alvorens het een uur durende bezoek begint wordt de film Vidéokarst afgespeeld. 
Op het diepste punt, zo'n 75 meter onder de grond, laat de gids in de Sabbatzaal een kleine luchtballon op zodat men een goede indruk krijgt van de hoogte en omvang van de zaal.
De breuken van de Grot van Lorette worden bestudeerd door apparaten die hun verplaatsingen nagaan maar ook de aardschokken meten die te klein zijn om gevoeld te worden. Andere apparaten meten de zwaartekracht, luchtdruk, luchttemperatuur en de waterinfiltratie. Dit alles wordt elke minuut geregistreerd door computers.

## La Ferme
La Ferme, door grote zonnepanelen op het dak voorzien van groene energie, is het zelfbedieningsrestaurant van het domein met zo'n driehonderd plaatsen. Verder zijn er nog een cafetaria, een speeltuin en een miniboerderij met verschillende boerderijdieren waaronder geitjes, ezels, schapen en ganzen.
Op de eerste verdieping van La Ferme bevindt zich het museum PréhistoHan.
Het restaurant La Ferme is gelegen op zo'n 250 meter van de uitgang van de grot, waar zich het tweede restaurant bevindt van het Domein van de Grotten van Han, Le Pavillon, met zo'n 250 plaatsen.

## Galerij

Domein van de Grotten van Han
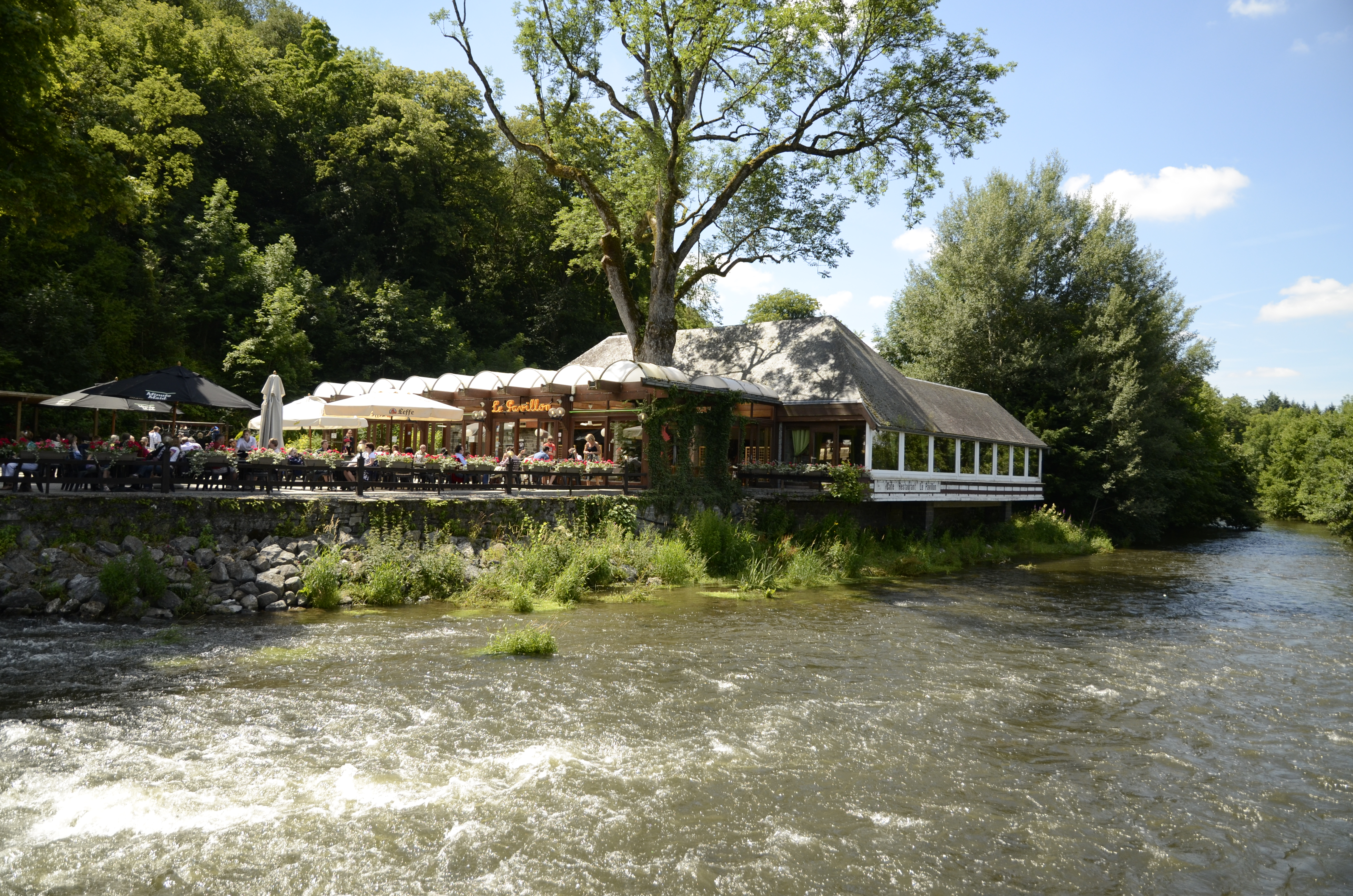
Restaurant Le Pavillon boven de Lesse
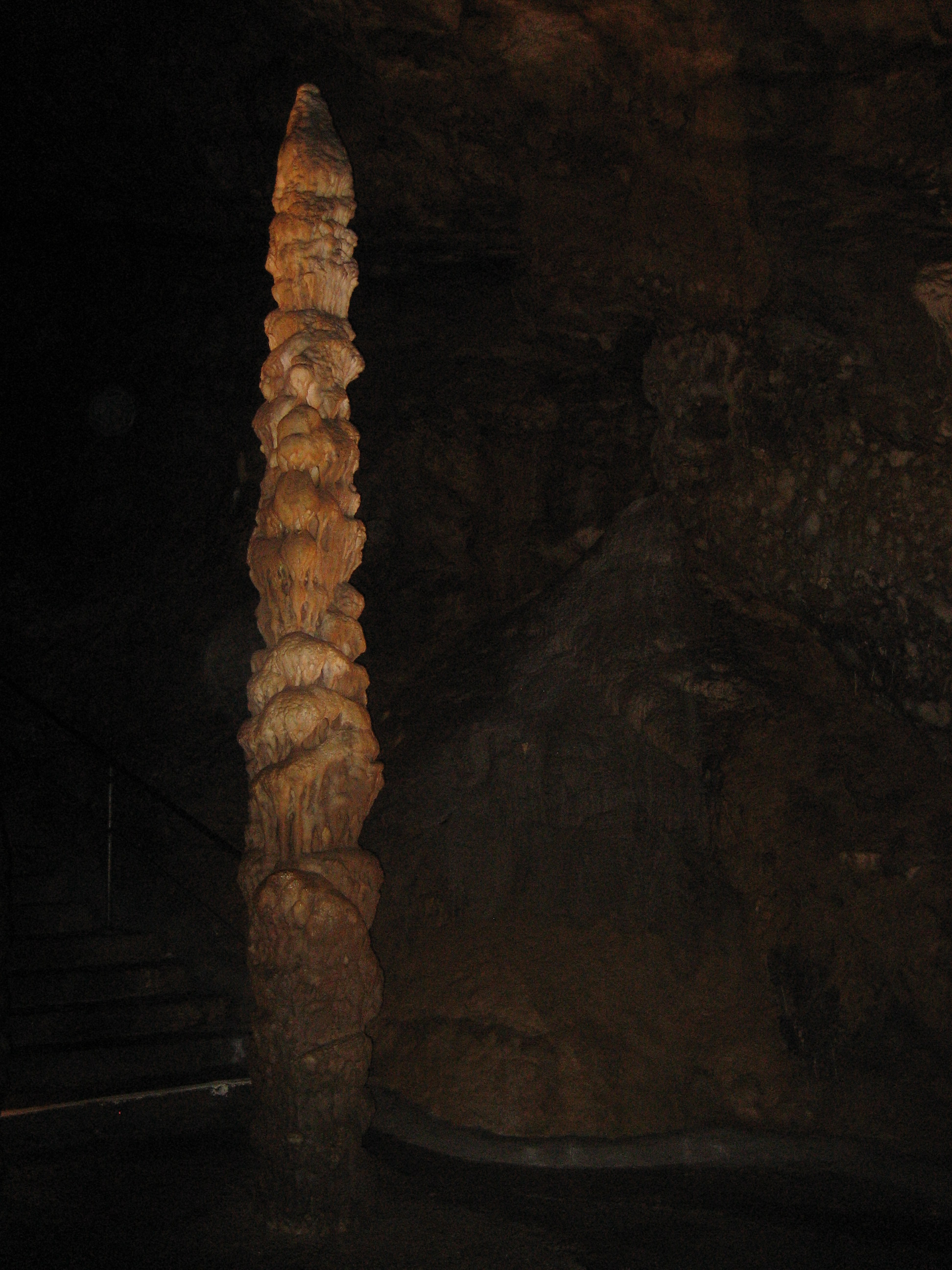
De minaret van 6 meter hoog en 12 000 jaar oud
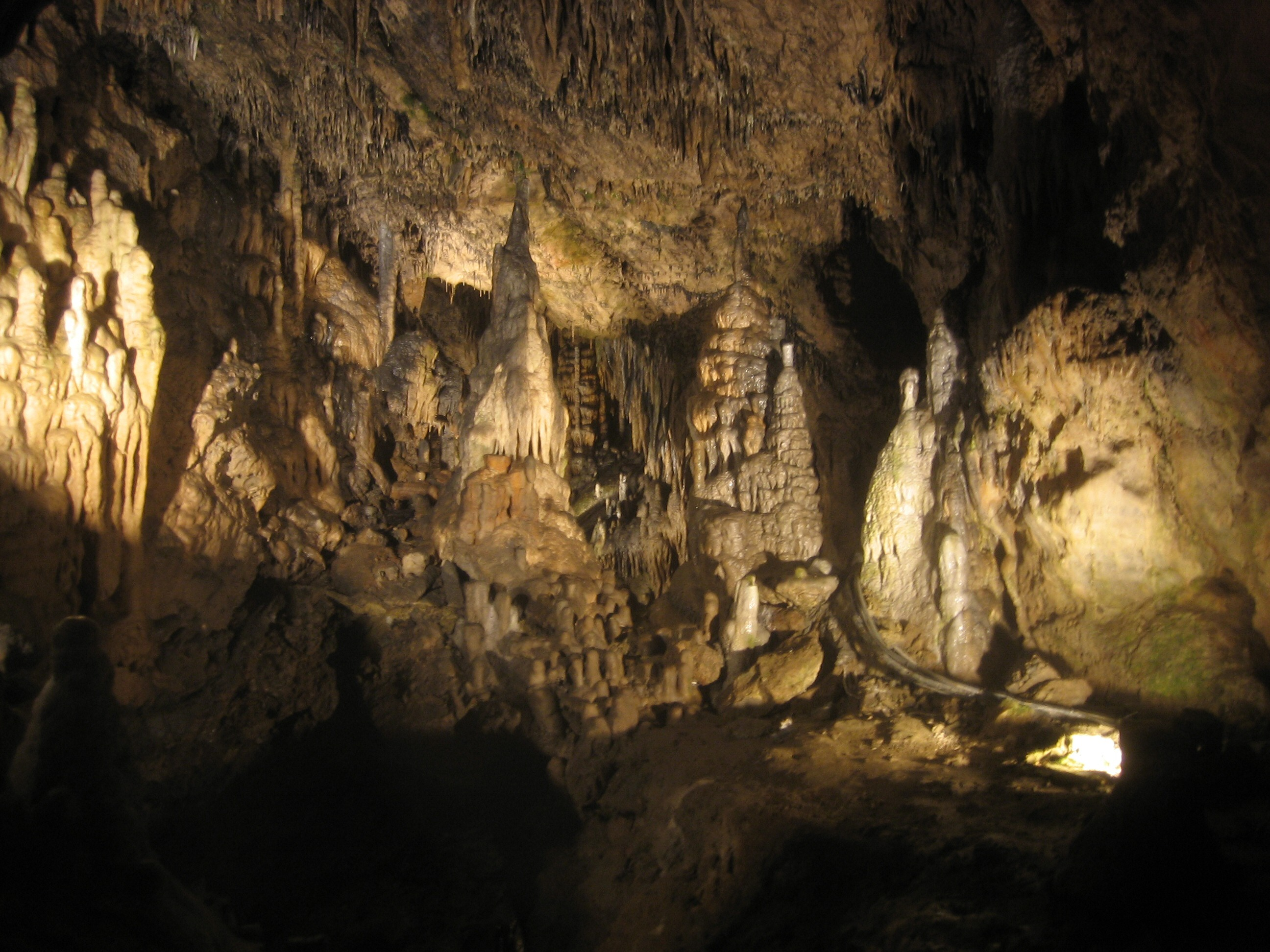
Grotten van Han
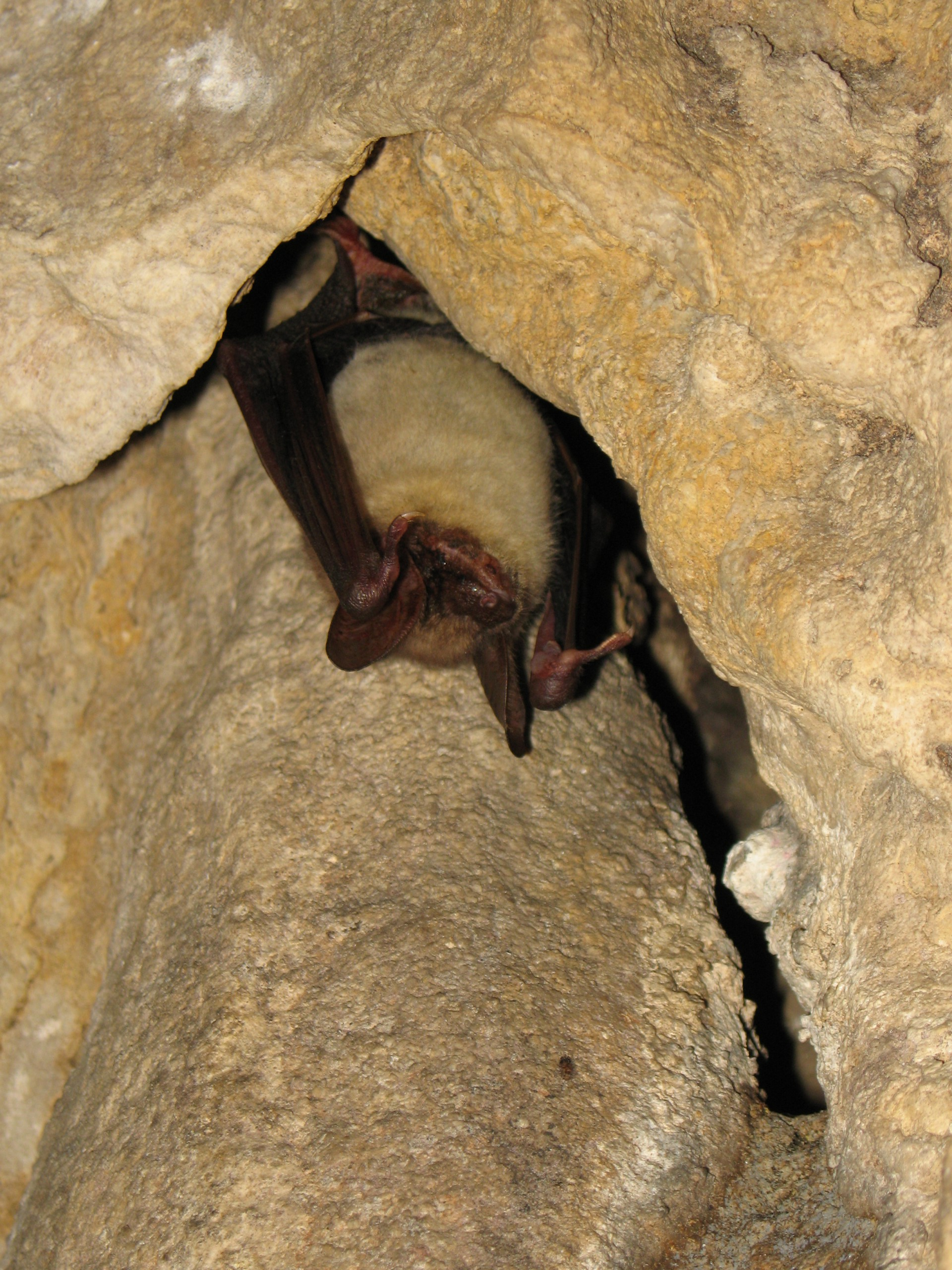
Vleermuis in de Grotten van Han
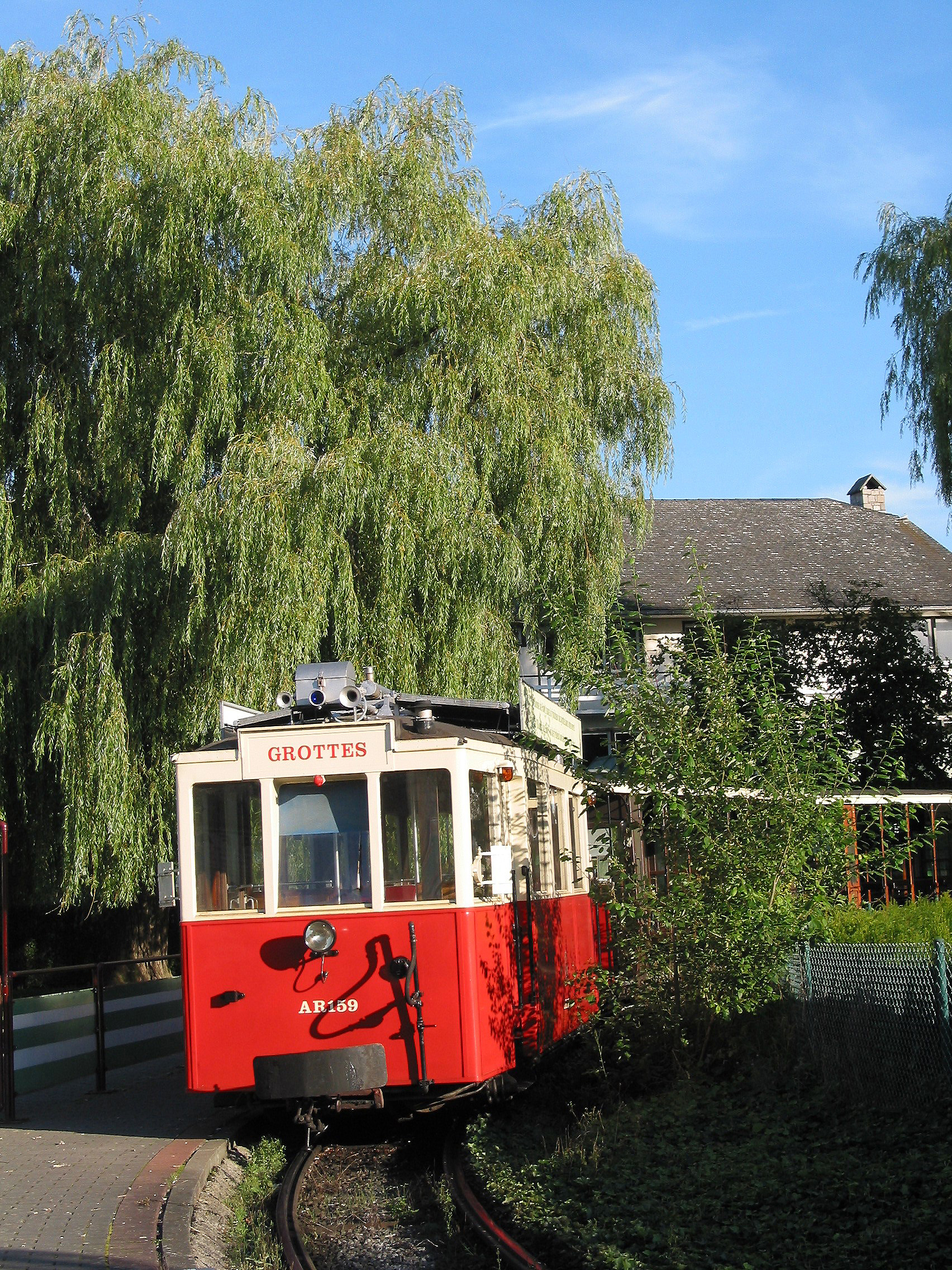
De Tram van Han
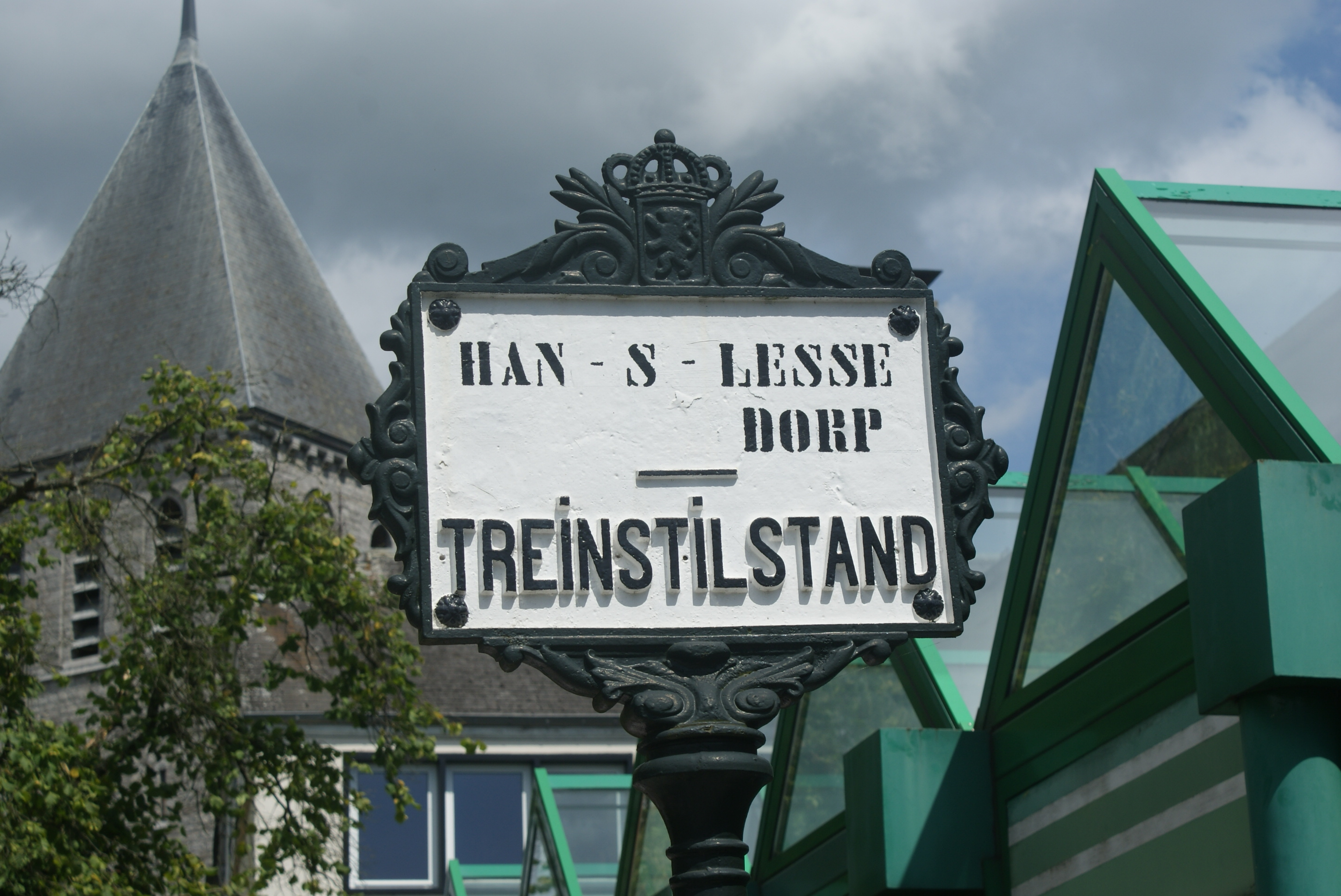
Halte van de Tram van Han in Han-sur-Lesse
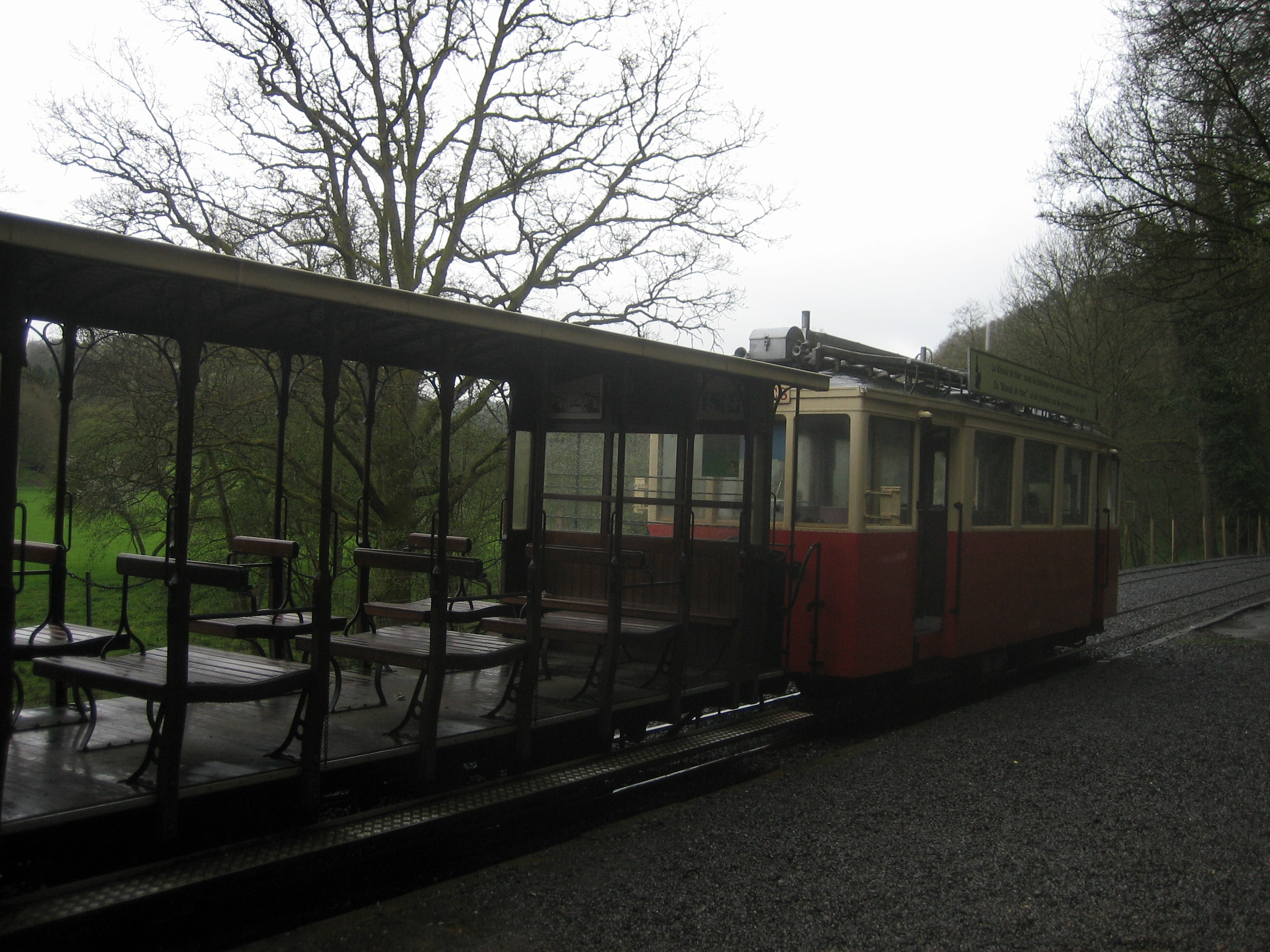
Honderd jaar oude tram
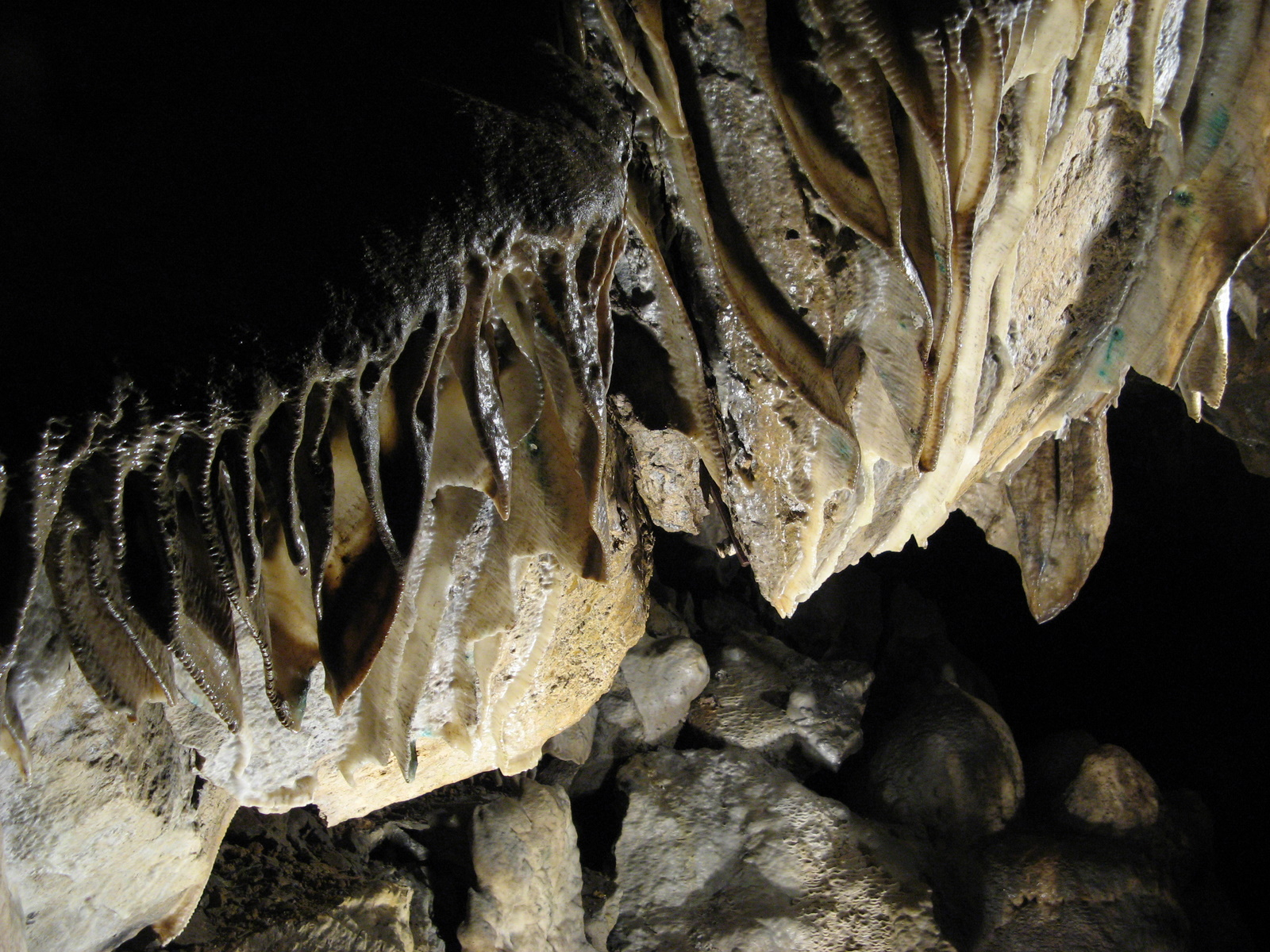
De Grot van Lorette
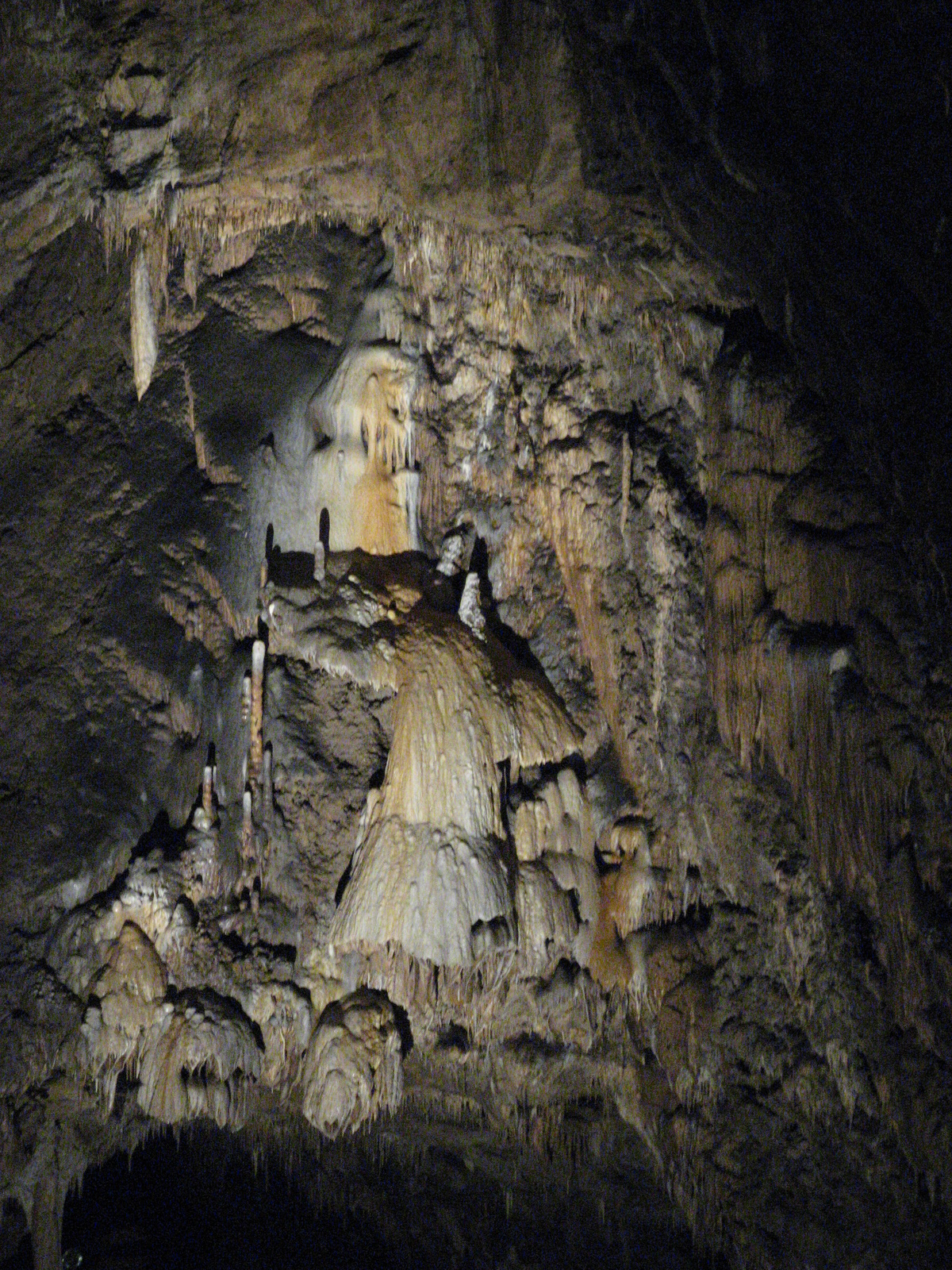
De Grot van Lorette
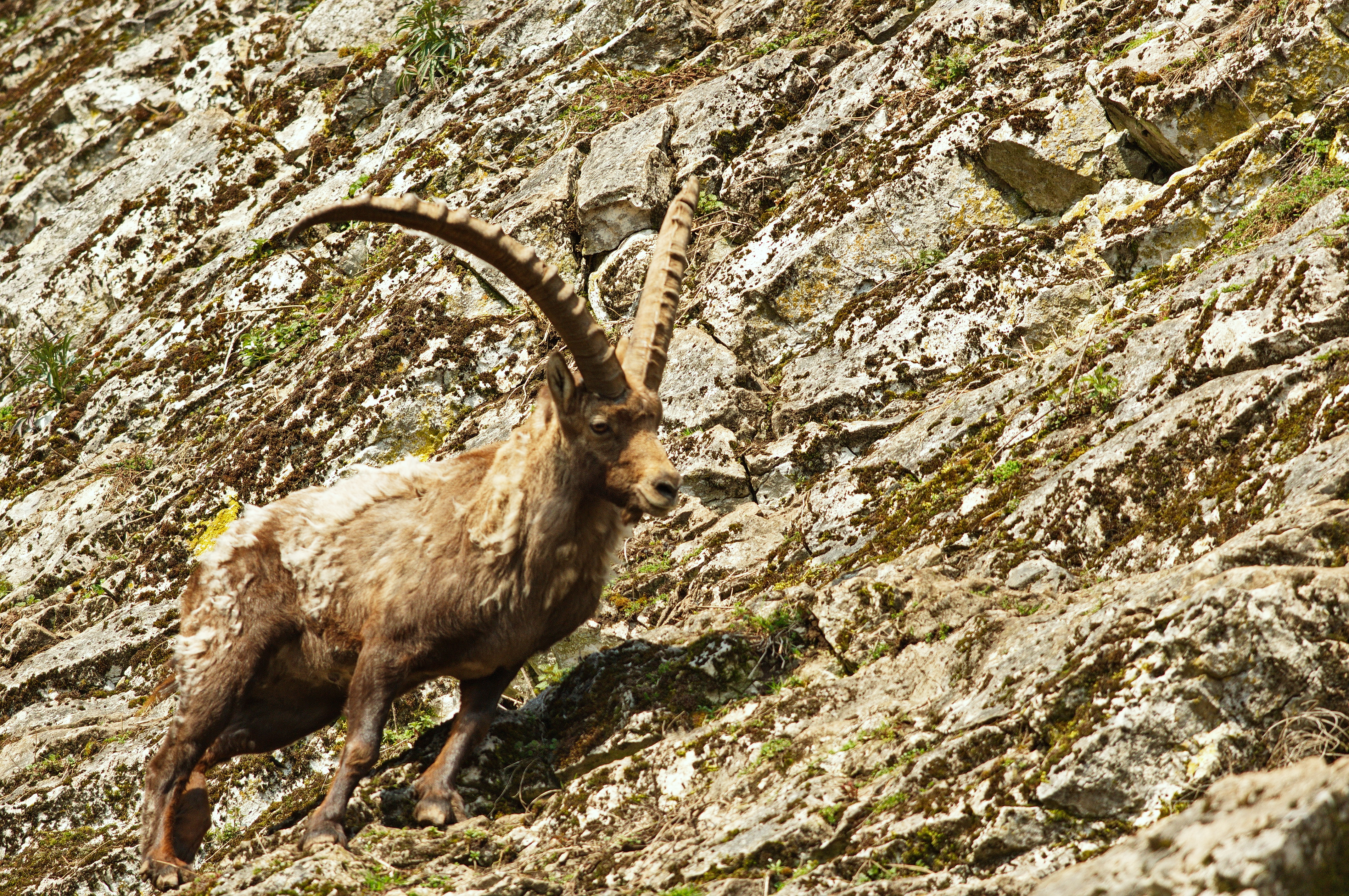
Een steenbok in zijn omheining waar de steile Alpenkliffen worden nagebootst
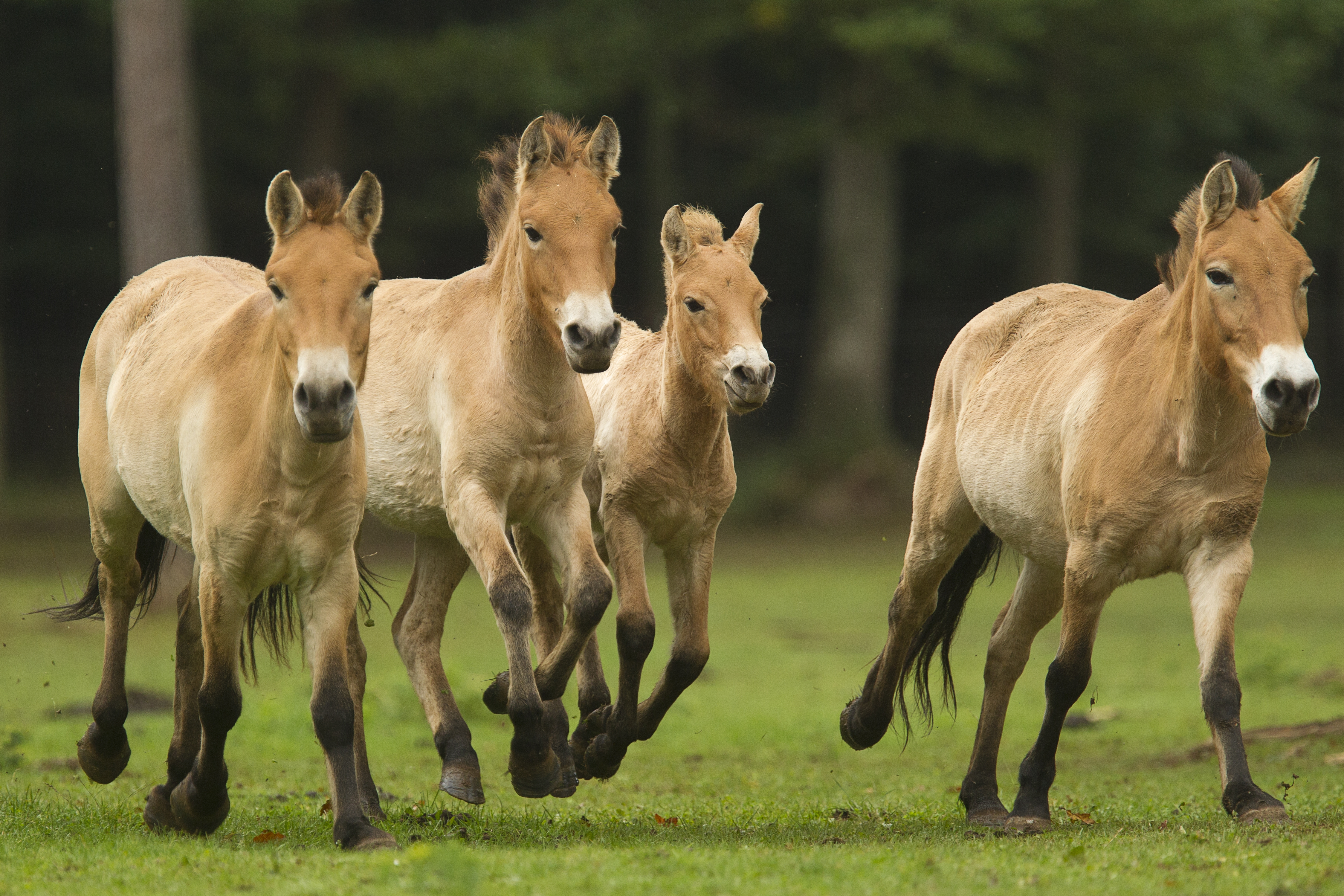
De przewalskipaarden
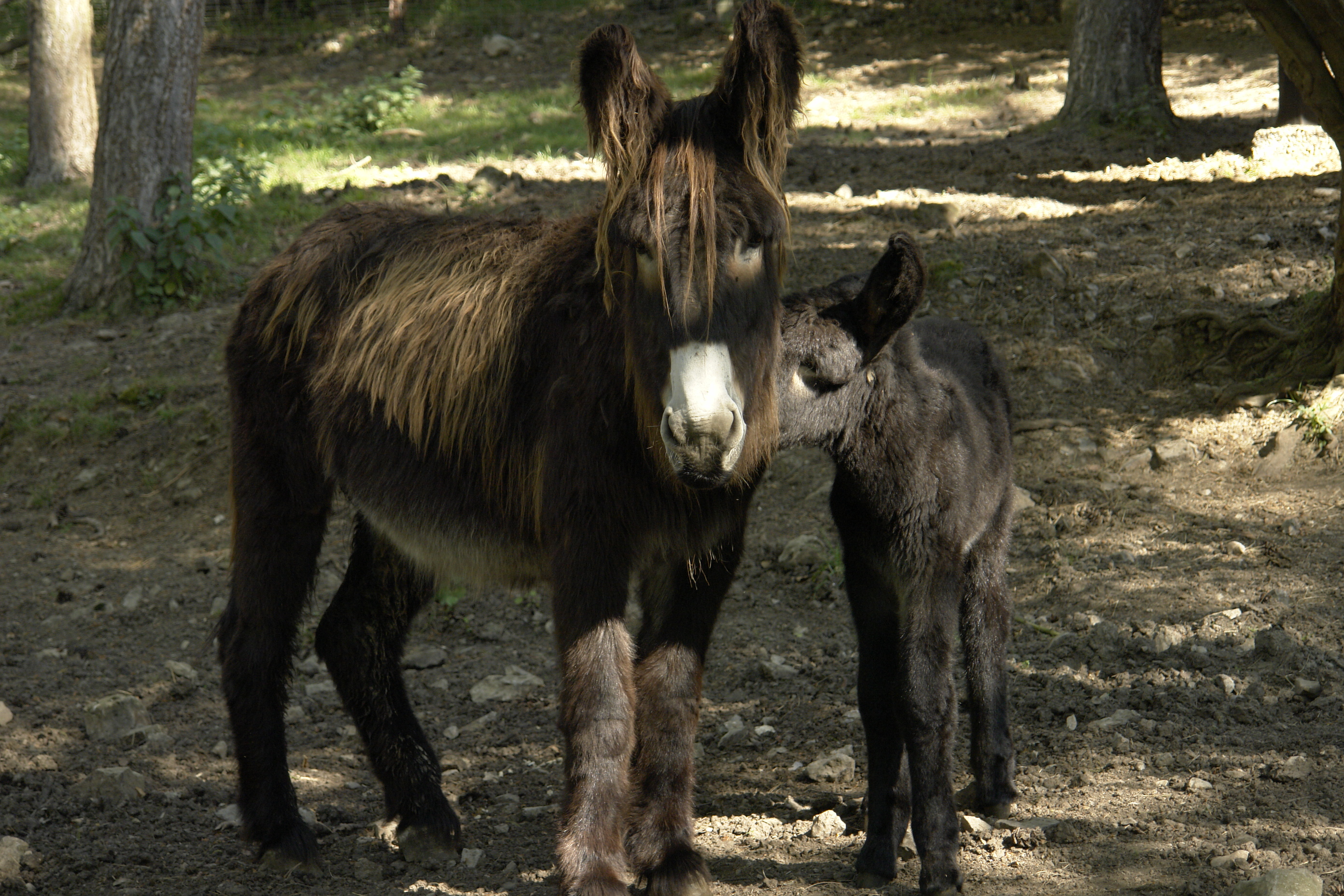
De poitouezels
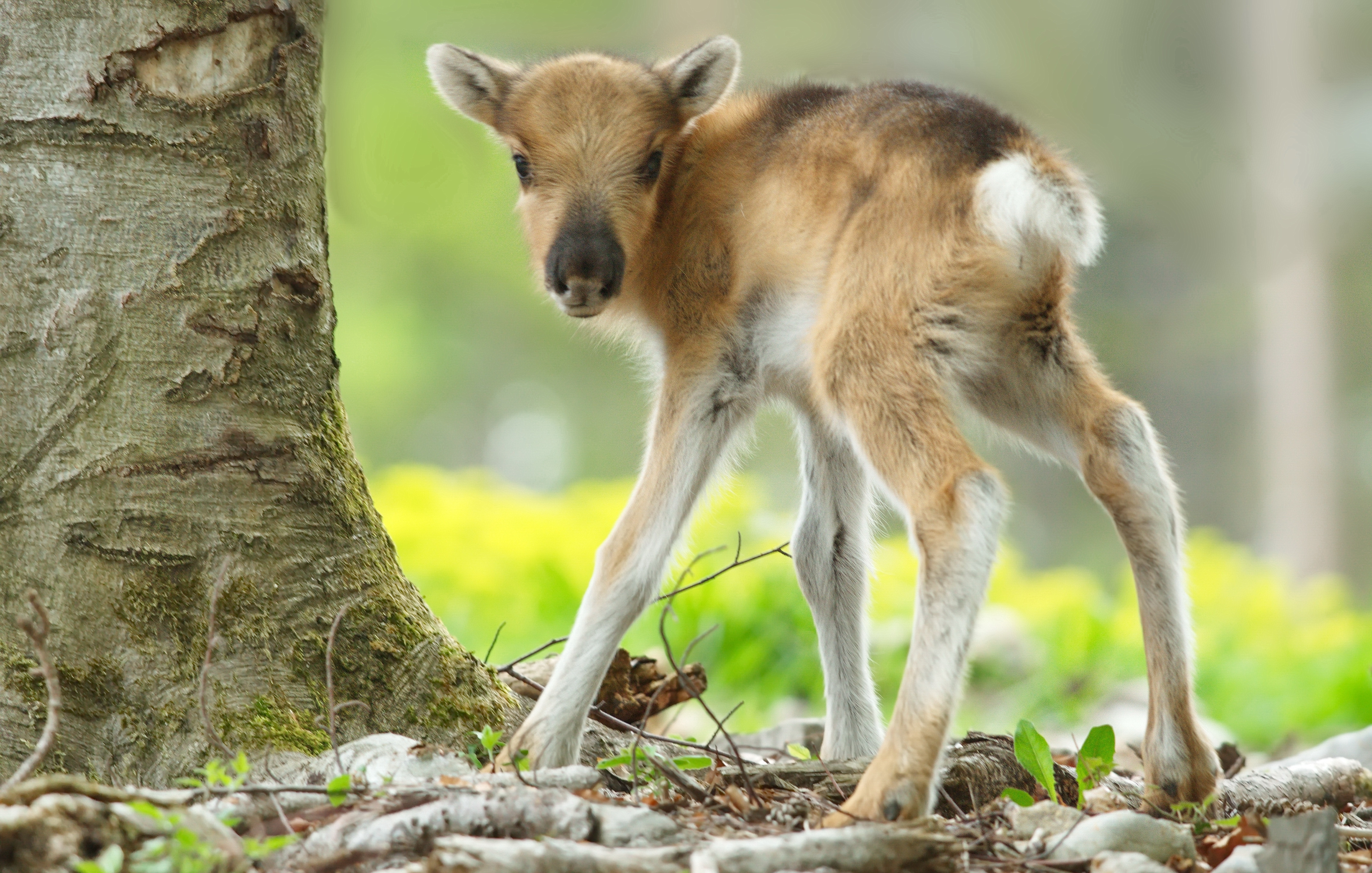
Een rendierjong enkele dagen na zijn geboorte
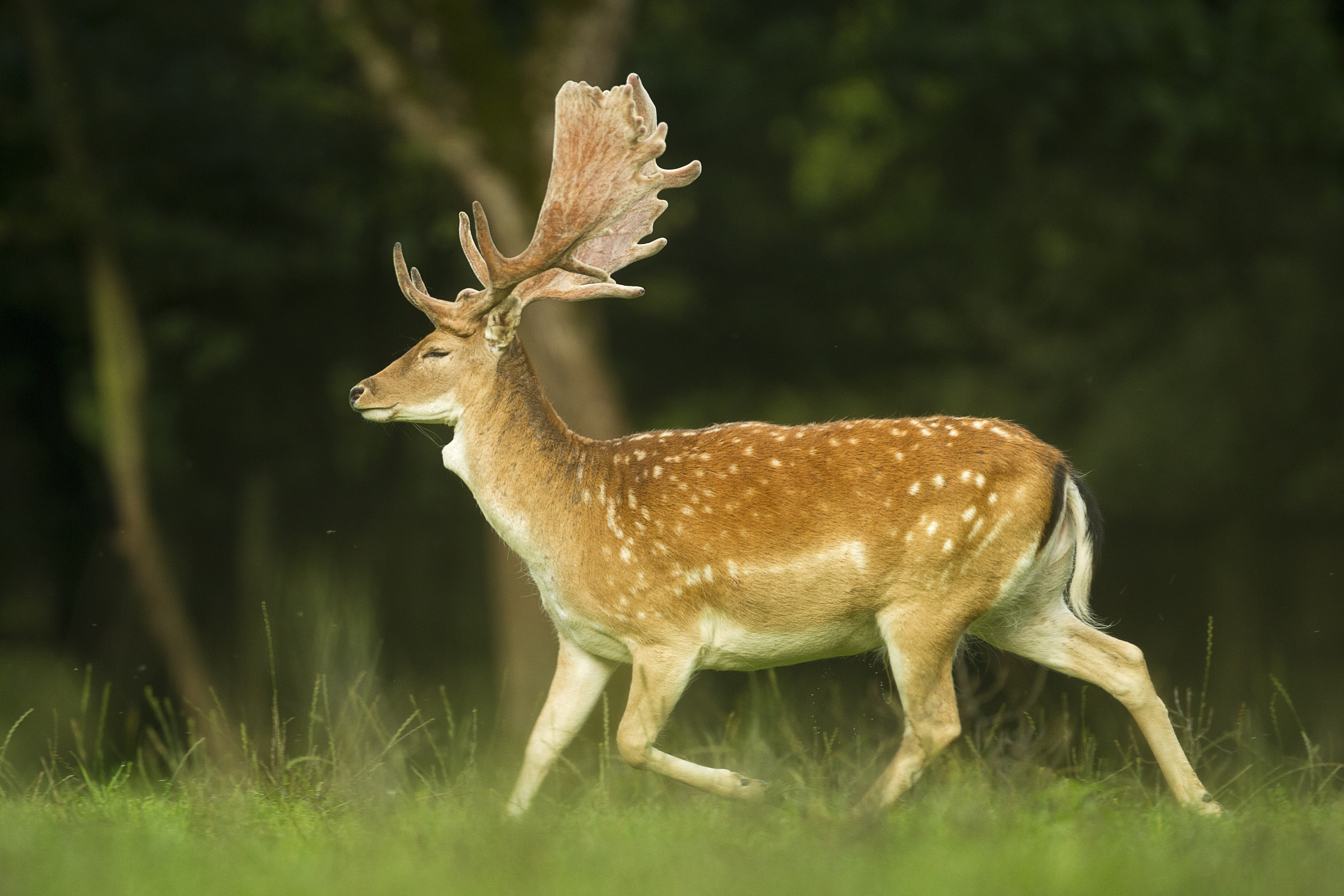
Damhertmannetje
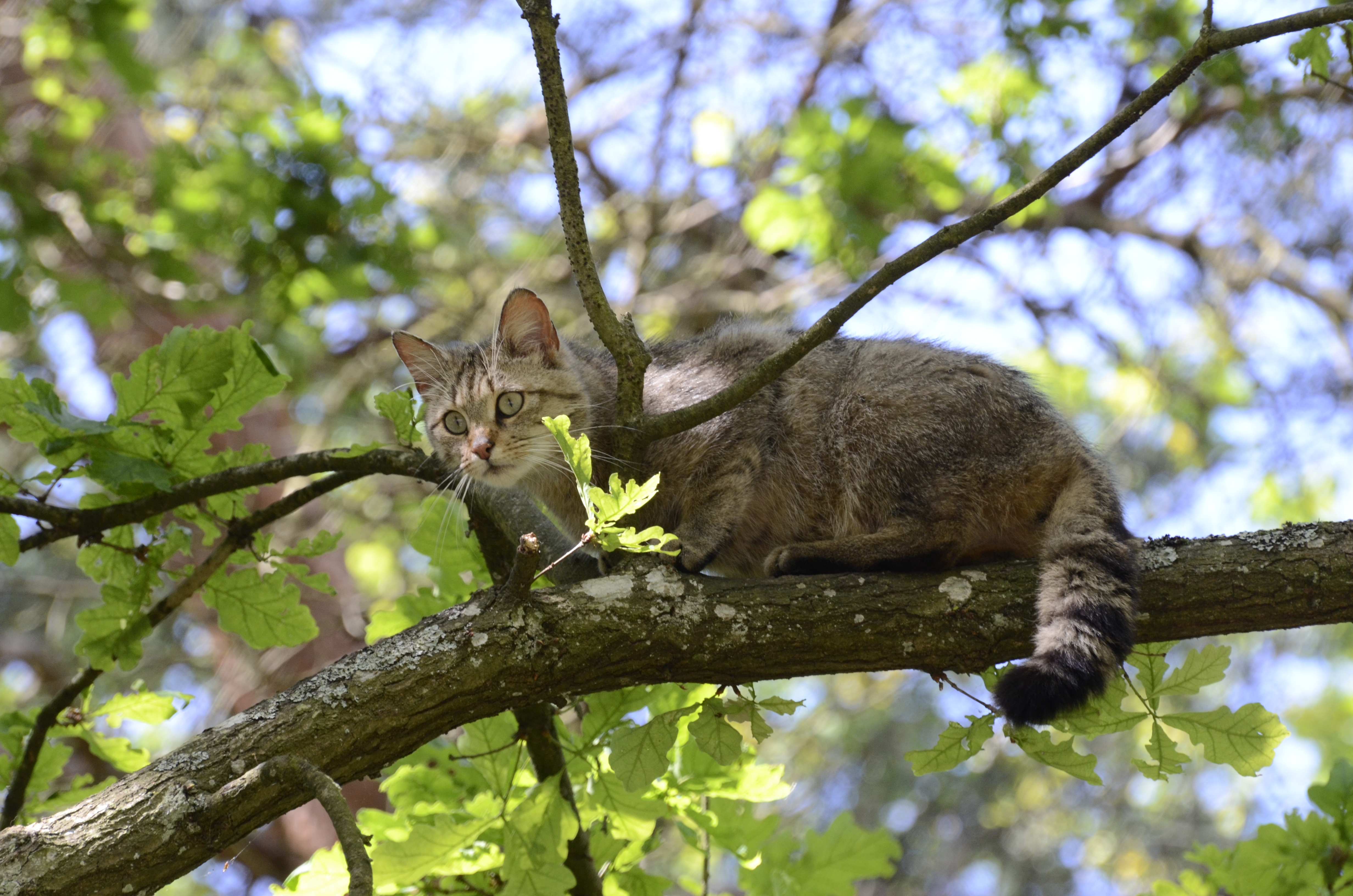
Wilde kat

## Trivia
Het domein van de Grotten van Han alsmede de grot zelf zijn het decor van het Suske en Wiske-album Het kristallen kasteel.